# Józef Kaczmarek
Józef Kaczmarek (* 15. März 1950 in Bełchatów) ist ein ehemaliger polnischer Radrennfahrer.

## Sportliche Laufbahn
Kaczmarek war im Straßenradsport aktiv und Mitglied der polnischen Nationalmannschaft. Etappensiege holte er in der Tour de l’Avenir 1974, in der Polen-Rundfahrt und in der Slowakei-Rundfahrt 1975. Bei den Straßenradsport-Weltmeisterschaften 1974 belegte er im Amateurrennen den 11. Platz. Die Internationale Friedensfahrt fuhr er 1974, belegte den 10. Platz und gewann mit dem polnischen Team die Mannschaftswertung. In der Polen-Rundfahrt wurde Kaczmarek 1973 5., 1975 7. und 1977 47. 1973 wurde er Dritter in der polnischen Bergmeisterschaft. 1974 wurde er Zweiter in der Tour du Limousin und 4. in der Tour de l’Avenir. 1975 wurde er Zweiter im Grand Prix d’Annaba.